# پیربهار برفی
پیربهار برفی (نام علمی: Erigeron nivalis) نام یک گونه از سرده پیر بهار است.